# Baía da Horta
A baía da Horta é uma baía portuguesa localizada no concelho e cidade da Horta, ilha do Faial, Açores.
Esta baía localiza-se frente à cidade da Horta e alberga não só o Porto da Horta como toda uma vasta actividade marítima fortemente ligada ao mar. É um dos pontos de encontro da vela internacional com várias regatas internacionais a cruzar as suas águas. Os limites geográficos desta baía encontram-se entre a ponta da Espalamaca e o monte da Guia.
Desde 2012 que faz parte do Clube das Mais Belas Baías do Mundo.